# Црква Светог Ђорђа у Станишору
Црква Светог Ђорђа у Станишору је храм Српске православне цркве у селу Станишор, Косово. У саставу је Епархије рашко-призренске.

## Историја
Време изградње цркве није познато, али садашњи изглед датира из последњих година османске владавине. 
Архитектонски, то је једнобродни храм са јасно артикулисаним олтарским простором на истоку. Апсида је полукружна, са две додатне нише – проскомидијом и ђакониконом. Западно је дрвена галерија – женска црква, али простор испод ње није припрата. Галерија има високу решеткасту ограду која потпуно заклања поглед на наос. Храм је засвођеен полукружним сводом и покривен двоводним кровом. Има два улаза - са запада и са југа. Има само два уска прозорска отвора – у апсиди и на јужном зиду наоса.

Дрвени иконостас су иконама осликали Емануил Исаков и његов брат Константин Исаков, а натписи на иконама датирају од 1857. до 1860. године. Према потпису „Д. А. Пап. а судећи по стилу храм је живописао истакнути иконописац Димитар Папрадишки. У ниши проскомедије уписана је 1904. година.
- Иконопис у унутрањости храма

## Извори
1. ↑  Женарју Рајовић, Ивана (2025). „Иконостас Димитра Андонова Папрадишког у цркви Светог Николе у Гњилану”. Црквене студије. 22 (22): 727—741. ISSN 1820-2446. doi:10.18485/ccs_cs.2025.22.22.43.
2. ↑  marko (2012-03-03). „Обијена црква Св. Георгија у селу Станишор, у Косовском поморављу”. Званична интернет презентација | Епархија Рашко-призренска српске православне цркве (на језику: српски). Приступљено 2025-04-15.